# La signora Morli, una e due
La signora Morli, una e due è una commedia in tre atti di Luigi Pirandello ispirata alle sue due novelle La morta e la viva (1909) e Stefano Giogli uno e due (1910). È stata composta nel 1920 ed è stata rappresentata la prima volta il 12 novembre dello stesso anno al Teatro Argentina di Roma dalla Compagnia Emma Gramatica. La commedia fu pubblicata nel 1922 dall'editore Bemporad di Firenze.

## Trama
La signora Morli, che si credeva una, è sinceramente innamorata dell'uomo con cui convive da anni more uxorio, l'avvocato Lello Carpani: ma si ritrova nell'umanissima condizione di scissa in due, dacché altrettanto sinceramente ama il marito: i due uomini naturalmente non condividono questo comportamento della donna che vive la vita di due persone in una, e la vorrebbero ciascuno tutta per sé, così come la vede ognuno di loro.
Per il marito, Ferrante Morli, la signora Evelina Morli è Eva, la donna con cui ha diviso un «amore spensierato e felice»; per Lello invece, che la chiama con la seconda parte del suo nome, è Lina, di attestate rispettabilità e serietà sociale, per nulla scalfite dal suo stato civile imperfetto. Quando il marito della signora Morli, uomo gaio ma irresponsabile e dilapidatore, è stato costretto a espatriare per motivi d'interesse, abbandonando moglie e figlio, è stato lui, l'onesto e rispettabile avvocato Carpani, ad accoglierli entrambi nella sua casa: tuttavia ella è riuscita, col suo comportamento, peraltro irreprensibile, a rientrare nella 'forma' di madre e 'moglie' - pur non moglie, non essendosi i due sposati - proba e fedele, facendo dimenticare al contesto sociale l'origine irregolare del loro legame.
Quand'ecco che a turbare questa prima fase di assestamento, dopo quattordici anni di assenza, ritorna il marito, che attesta i meriti dell'avvocato e quindi afferma di non pretendere nulla, riconoscendo pacatamente la situazione di fatto tra il Carpani e la propria moglie. Chi invece entra in agitazione è proprio Lello, perché con il ritorno del marito apparirà a tutti chiara l'illegittimità del riprovevole legame che egli ha con la signora Morli.
La soluzione di questa incresciosa situazione sarà quella di lasciare che il marito Ferrante se ne vada da Firenze a Roma, mentre Evelina, che continua ad amare ambedue gli uomini, rimarrà a Firenze con Titti, la figlia che nel frattempo ha avuto dall'avvocato.
Assieme a Ferrante volontariamente parte il figlio avuto da Evelina, Aldo, sia per rimanere col padre, sia per obbedire a Carpani, sia per sfuggire a una torbida relazione con la moglie dell'avvocato Giorgio Armelli, socio del patrigno.
Ma a sconvolgere quell'ipocrita soluzione sarà proprio Aldo, che richiamerà la madre a Roma con l'espediente di dirsi gravemente malato. Evelina accorre dal figlio e, scoperta la finzione, non solo non lo rimprovera, ma anzi accetta di buon grado l'occasione, trattenendosi otto giorni a casa del marito, dove può tornare a essere Eva, la spensierata e allegra moglie di Ferrante, così diversa da quella Lina nel frattempo diventata «seria e contegnosa» nella vita perbene che si era dovuta ricostruire accanto al Carpani, «uomo malinconico, posato e scrupoloso».
I tre sono dunque felici per la famiglia regolare che si è ricomposta, in particolare Aldo:
Ferrante però ora vorrebbe che la moglie, ancora innamorata di lui, restasse a Roma definitivamente: tuttavia Evelina deciderà di tornare a Firenze non solo per quanto deve a Lello, ma soprattutto per non abbandonare la seconda figlia Titti. Rinuncerà quindi alla sua felice, "frivola" spensieratezza, perché più forte in lei è il suo sentimento di madre.

## Edizioni
- Luigi Pirandello, Maschere nude, a cura di Italo Zorzi e Maria Argenziano, Newton Compton Editori, 2007